# Lichenoconium xanthoriae
Lichenoconium xanthoriae is een korstmosparasiet die behoort tot de orde Lichenoconiales. Het groeit op het groot dooiermos (Xanthoria parietina) en het klein dooiermos (Polycauliona polycarpa). Hij verkleurt het thallus en apotheciën van deze soorten zwart. 

## Determinatie
De conidia zijn bolvormig, donkerbruin en met onduidelijke ornamentatie.

## Verspreiding
In Nederland komt het vrij zeldzaam voor.